# 安陵镇 (鄢陵县)
安陵镇，是中华人民共和国河南省许昌市鄢陵县下辖的一个乡镇级行政单位。

## 行政区划
安陵镇下辖以下地区：
西街社区、新庄社区、朱元庄社区、唐庄社区、高庄社区、于寨社区、轩岗社区、苏岗社区、北街社区、东街社区和南街社区。